# Nelson Garrido
Nelson Garrido Muñoz (Curicó, Región del Maule, Chile, 12 de febrero de 1977) es un exfutbolista chileno. Jugaba de defensa y mediocampista, y militó en diversos clubes de Chile.
Actualmente trabajando en el Equipo Técnico de Santiago Wanderers, como preparador físico.

## Selección nacional
Su máximo logro fue alcanzar el Tercer lugar mundial con la selección de fútbol sub-17 de Chile en la Copa Mundial de Fútbol Sub-17 de Japón en 1993. Marcó el penal definitorio en el partido por el tercer puesto ante Polonia.

### Participaciones en Copas del Mundo
| Mundial                        | Sede  | Resultado    | PJ | G |
| ------------------------------ | ----- | ------------ | -- | - |
| Mundial Juvenil Sub-17 de 1993 | Japón | Tercer lugar | 0  | 0 |

## Clubes
| Club                 | País  | Año       |
| -------------------- | ----- | --------- |
| Universidad Católica | Chile | 1993-1998 |
| Coquimbo Unido       | Chile | 1999      |
| Ñublense             | Chile | 2000      |
| Rangers              | Chile | 2001      |
| Cobresal             | Chile | 2002      |

## Palmarés

### Torneos nacionales oficiales
| Título           | Equipo               | País  | Año  |
| ---------------- | -------------------- | ----- | ---- |
| Primera División | Universidad Católica | Chile | 1997 |